# Журавлево (Кемеровский район)
Жура́влево — деревня в Кемеровском районе Кемеровской области. Входит в состав Елыкаевского сельского поселения. Расположена на реке Томи в 10 км от Кемерова. Высота центра населённого пункта — 142 метра над уровнем моря.

## Население
| 2010 |
| ---- |
| 293  |

По данным Всероссийской переписи населения 2010 года, в деревне Журавлево проживает 293 человека (132 мужчины, 161 женщина).

## Транспорт
Общественный транспорт г. Кемерово представлен автобусными маршрутами:
- № 168: Драмтеатр — д. Журавлево (лето)
- № 184: д/п Ленинградский — д. Журавлево (лето)
- № 169/177: д/п Вокзал — п/ф Строитель — д. Тебеньки (лето)
- № 168/169: д/п Вокзал — д. Журавлево — д. Тебеньки (зима)